# Benjamin Dwomoh
Benjamin Dwomoh (1935 – 2013) fue un árbitro de fútbol internacional ghanés. Dwomoh fue uno de los árbitros designados para la Copa del Mundo de 1982 de fútbol. En dicha competición dirigió el encuentro entre Checoslovaquia y Kuwait disputado el 17 de junio de 1982 en el estadio José Zorrilla de Valladolid.